# Tyniec Legnicki
Tyniec Legnicki est une localité polonaise de la gmina de Ruja, située dans le powiat de Legnica en voïvodie de Basse-Silésie.

## Histoire
De 1742 à 1945, Groß Tinz fait partie de l'arrondissement de Liegnitz dans le district de Liegnitz au sein de la province de Silésie